# Liste der Monuments historiques in Bailleul (Nord)
Die Liste der Monuments historiques in Bailleul (Nord) führt die Monuments historiques in der französischen Gemeinde Bailleul auf.

## Liste der Bauwerke
| Bezeichnung             | Beschreibung              | Standort                                                           | Kennzeichnung | Schutzstatus   | Datum     | Bild           |
| ----------------------- | ------------------------- | ------------------------------------------------------------------ | ------------- | -------------- | --------- | -------------- |
| Beffroi                 | Erbaut im 12. Jahrhundert | Grand’Place Rue des Royarts Rue de la Fontaine Rue du Musée (Lage) | PA00107358    | Classé Inscrit | 1922 2001 | weitere Bilder |
| Motte                   | Erbaut im Mittelalter     | Le Bois-de-Bailleul Hameau de Outtersteene (Lage)                  | PA00107359    | Inscrit        | 1979      | weitere Bilder |
| Ehemaliger Justizpalast | Erbaut 1776               | 6, place Plichon (Lage)                                            | PA00107360    | Inscrit        | 1969      | weitere Bilder |

## Liste der Objekte
| Bezeichnung               | Beschreibung            | Standort                             | Kennzeichnung | Schutzstatus | Datum | Bild |
| ------------------------- | ----------------------- | ------------------------------------ | ------------- | ------------ | ----- | ---- |
| Skulptur Madonna mit Kind | Silber, 17. Jahrhundert | in der Kirche St-Vaast (Lage)        | PM59000056    | Classé       | 1906  |      |
| Kanzel                    | Holz, 18. Jahrhundert   | in der Kirche Nativité-de-Notre-Dame | PM59000057    | Classé       | 1982  |      |
| Glockenspiel              | Bronze, 1932            | im Hôtel de ville (Lage)             | PM59001609    | Classé       | 1992  |      |